# Mistrzostwa Świata w Kajakarstwie 1971
9. Mistrzostwa świata w kajakarstwie odbyły się w 1971 w Belgradzie.
Rozegrano 15 konkurencji męskich i 3 kobiece. Mężczyźni startowali w kanadyjkach jedynkach (C-1) i dwójkach (C-2) oraz w kajakach jedynkach (K-1), dwójkach (K-2) i czwórkach (K-4), zaś kobiety w kajakach jedynkach, dwójkach i czwórkach. Po raz pierwszy rozegrano mistrzostwa w wyścigach C-1 i C-2 mężczyzn na dystansie 500 metrów.
Pierwsze miejsce w klasyfikacji medalowej wywalczyli reprezentanci Związku Radzieckiego.

## Medaliści

### Mężczyźni

#### Kanadyjki
| Konkurencja: | Złoto:                                          | Rezultat | Srebro:                                      | Rezultat | Brąz:                                         | Rezultat |
| C-1 500 m    | Detlef Lewe                                     | 2:03,03  | Tamás Wichmann                               | 2:03,52  | Ivan Patzaichin                               | 2:04,40  |
| C-1 1000 m   | Detlef Lewe                                     | 4:12,90  | Tibor Tatai                                  | 4:16,30  | Vladas Česiūnas                               | 4:16,80  |
| C-1 10 000 m | Tamás Wichmann                                  | 49:22,10 | Wasyl Jurczenko                              | 49:24,60 | Lipat Varabiev                                | 51:12,20 |
| C-2 500 m    | Rumunia · Gheorghe Danielov · Gheorghe Simionov | 1:50,82  | ZSRR · Jurij Łobanow · Władimir Pankow       | 1:51,02  | Bułgaria · Wiktor Bojczew · Fedia Damianow    | 1:51,18  |
| C-2 1000 m   | Węgry · Tamás Wichmann · Gyula Petrikovics      | 3:46,01  | Rumunia · Ivan Patzaichin · Serghei Covaliov | 3:48,25  | Bułgaria · Wiktor Bojczew · Fedia Damianow    | 3:49,25  |
| C-2 10 000 m | ZSRR · Naum Prokopiec · Aleksandr Winogradow    | 44:30,00 | Węgry · László Hingt · István Cserha         | 44:32,00 | Rumunia · Serghei Covaliov · Vicol Calabiciov | 44:33,00 |

#### Kajaki
| Konkurencja:  | Złoto:                                                                                | Rezultat | Srebro:                                                                | Rezultat | Brąz:                                                                                     | Rezultat |
| K-1 500 m     | Mikałaj Chachoł                                                                       | 1:48,34  | Ladislav Souček                                                        | 1:48,52  | Mihály Hesz                                                                               | 1:50,23  |
| K-1 1000 m    | Grzegorz Śledziewski                                                                  | 3:46,56  | Lars Andersson                                                         | 3:47,09  | Ołeksandr Szaparenko                                                                      | 3:47,51  |
| K-1 10 000 m  | Wiktor Cariow                                                                         | 44:37,00 | Péter Völgyi                                                           | 44:38,50 | Jochen Schneider                                                                          | 44:50,00 |
| K-1 4 × 500 m | Węgry · Géza Csapó · István Szabó · Csaba Giczy · Mihály Hesz                         | 7:26,62  | Rumunia · Dimitrie Ivanov · Mihai Zafiu · Eugen Botez · Aurel Vernescu | 7:27,58  | ZSRR · Anatolij Kobrysow · Anatolij Siedaszew · Leonid Dieriewianko · Anatolij Tiszczenko | 7:28,42  |
| K-2 500 m     | Szwecja · Lars Andersson · Rolf Peterson                                              | 1:40,23  | Belgia · Jean-Pierre Burny · Paul Hoekstra                             | 1:40,44  | ZSRR · Mikałaj Chachoł · Petro Hreszta                                                    | 1:40,75  |
| K-2 1000 m    | NRD · Reiner Kurth · Alexander Slatnow                                                | 3:25,82  | Austria · Gerhard Seibold · Günther Pfaff                              | 3:26,52  | Rumunia · Costel Coșniță · Vasilie Simiocenco                                             | 3:26,77  |
| K-2 10 000 m  | ZSRR · Konstantin Kostienko · Wiaczesław Kononow                                      | 39:59,00 | Norwegia · Egil Søby · Jan Johansen                                    | 40:00,00 | Rumunia · Antrop Varabiev · Emilian Zabara                                                | 40:01,00 |
| K-4 1000 m    | ZSRR · Jurij Fiłatow · Wołodymyr Morozow · Jurij Stecenko · Walerij Didienko          | 3:06,00  | RFN · Erich Pasch · Rainer Hennes · Rudolf Blaß · Eberhard Fischer     | 3:06,14  | Węgry · István Szabó · Peter Várhelyi · Zoltán Bakó · Géza Csapó                          | 3:06,83  |
| K-4 10 000 m  | Rumunia · Cuprian Macarencu · Costel Coșniță · Vasilie Simiocenco · Atanasie Sciotnic | 36:12,00 | Węgry · Csaba Giczy · István Tímár · György Mészáros · Csongor Vargha  | 36:13,00 | ZSRR · Heino Kurvet · Nikołaj Gorbaczow · Władimir Klimow · Władimir Ziemliakow           | 36:20,00 |

### Kobiety

#### Kajaki
| Konkurencja: | Złoto:                                                                           | Rezultat | Srebro:                                                                      | Rezultat | Brąz:                                                                  | Rezultat |
| K-1 500 m    | Ludmiła Pinajewa                                                                 | 2:02,95  | Mieke Jaapies                                                                | 2:03,59  | Petra Setzkorn                                                         | 2:04,47  |
| K-2 500 m    | Węgry · Anna Pfeffer · Katalin Hollosy                                           | 1:51,62  | NRD · Petra Setzkorn · Petra Grabowski                                       | 1:51,81  | ZSRR · Tamara Popowa · Kateryna Kuryszko                               | 1:52,51  |
| K-4 500 m    | ZSRR · Kateryna Kuryszko · Natalja Bojko · Julija Riabczynska · Ludmiła Pinajewa | 1:41,29  | RFN · Renate Breuer · Roswitha Esser · Irene Pepinghege · Heiderose Wallbaum | 1:42,66  | NRD · Petra Setzkorn · Marion Grupe · Bettina Müller · Petra Grabowski | 1:43,63  |

## Klasyfikacja medalowa
| Miejsce | Państwo        | Złoto | Srebro | Brąz | Razem |
| ------- | -------------- | ----- | ------ | ---- | ----- |
| 1       | ZSRR           | 7     | 2      | 6    | 15    |
| 2       | Węgry          | 4     | 5      | 2    | 11    |
| 3       | Rumunia        | 2     | 2      | 5    | 9     |
| 4       | RFN            | 2     | 2      | 1    | 5     |
| 5       | NRD            | 1     | 1      | 2    | 4     |
| 6       | Szwecja        | 1     | 1      | 0    | 2     |
| 7       | Polska         | 1     | 0      | 0    | 1     |
| 8       | Austria        | 0     | 1      | 0    | 1     |
| 8       | Belgia         | 0     | 1      | 0    | 1     |
| 8       | Czechosłowacja | 0     | 1      | 0    | 1     |
| 8       | Holandia       | 0     | 1      | 0    | 1     |
| 8       | Norwegia       | 0     | 1      | 0    | 1     |
| 13      | Bułgaria       | 0     | 0      | 2    | 2     |
|         | Razem          | 18    | 18     | 18   | 54    |